# David Lodge
Pour les articles homonymes, voir Lodge.
David Lodge, selon l'état civil David John Lodge, né le 28 janvier 1935 à Brockley dans le sud de Londres et mort le 1er janvier 2025 à Birmingham, est un universitaire spécialiste de littérature et un écrivain britannique.

## Biographie
David Lodge est issu d'une famille modeste, de religion catholique, qui habitait le quartier de Brockley (district de Lewisham) dans la banlieue sud de Londres ; sa mère était secrétaire et son père musicien dans un orchestre de danse.
Enfant, il est marqué par la Seconde Guerre mondiale (bombardements de Londres), puis par ses conséquences. En 1951, il vient en vacances à Heidelberg, en Allemagne de l'Ouest, à l'invitation de sa tante qui travaille au quartier général de l'armée américaine, il est surpris en constatant la différence de situation entre le Royaume-Uni, où le rationnement est encore en cours, et les pays du continent, Belgique, France et même Allemagne.
Passionné par la lecture, il est très tôt aussi attiré par l'écriture ; sa première publication intervient en 1950 : une nouvelle, dans le journal de son lycée.

### Années 1950: études de Lettres et début de l'écriture de fiction
En 1952, David Lodge entre à l'université de Londres (University College), où il obtient un Bachelor of Arts (BA) en 1955. Il fait alors son service militaire de deux ans, passés dans le Royal Armoured Corps, principalement comme secrétaire au sein du Royal Tank Regiment, au camp de Bovington (Dorset), à la suite de son refus de suivre une formation d'officier de réserve. Le parcours de David Lodge comme soldat est repris pour évoquer celui du narrateur de Ginger, You're Barmy (1962), Jonathan Browne. Libéré en août 1957, David Lodge revient à l'université de Londres où il obtient un Master of Arts (MA) en 1959, avec un mémoire sur les romanciers catholiques britanniques.
Durant cette période, il rédige un premier roman à l'âge de 18 ans (1953), « Le Diable, le Monde et la Chair » (« non publié, Dieu merci »). Sa première publication pour le grand public date de 1960 (The Picturegoers, « Les spectateurs de cinéma », inédit en France).

### Débuts professionnels et doctorat (1960-1967)
David Lodge épouse en 1959 Mary Frances Jacob, également diplômée (MA) de l'université de Londres, et ils auront deux enfants dans les années 1960-1963. En 1959-1960, il travaille à Londres comme professeur d'anglais pour le British Council. En 1960, il obtient une charge de cours à l'université de Birmingham où il prépare une thèse (Ph.D.) de littérature anglaise.
En 1963, il participe avec Malcolm Bradbury et un étudiant, James Duckett, à l'élaboration d'un spectacle de revue pour le Birmingham Repertory Theatre (en), joué durant l'automne 1963. C'est au cours d'une représentation, dans un sketch comportant l'écoute d'un transistor, qu'il apprend, en même temps que la salle, l'assassinat de Kennedy, ce qui, dit-il, jette un froid sur la suite du spectacle. À travers cette expérience théâtrale, il se découvre un certain talent comique, qu'il exploitera dans son roman suivant, et d'une façon générale par la suite, alors que les deux premiers étaient tout à fait sérieux et réalistes.

### Séjour aux États-Unis (1964-1965)
En 1964-65, David Lodge séjourne aux États-Unis grâce à une bourse d'études du Harkness Commonwealth Fellowship, qui astreint le bénéficiaire à voyager au minimum trois mois sur douze aux États-Unis avec une voiture fournie par la société. D'août 1964 à mars 1965, la famille séjourne à Providence (Rhode Island) ; David Lodge suit les cours de littérature américaine à l'université Brown. Puis ils partent en voyage jusqu'à San Francisco. Durant cette période dépourvue d'obligation d'enseignement, il écrit assez rapidement son troisième roman, La Chute du British Museum (The British Museum is Falling Down).
Le retour en Angleterre est assez difficile : « Je souffrais d'un syndrome de manque après une année euphorique passée en Amérique avec ma femme et mes deux enfants comme boursier de la fondation Harkness. »
Cependant, dès 1966, il publie son premier ouvrage de critique universitaire, Language of Fiction et soutient sa thèse, consacrée au Roman catholique du Mouvement d'Oxford à nos jours, en 1967.

### Construction d'une œuvre à la fois théorique et fictionnelle
De 1967 à 1987, David Lodge poursuit sa carrière universitaire à l'université de Birmingham, devenant professeur de littérature anglaise en 1976, tout en écrivant de nombreux autres essais et romans. En 1969, il passe six mois comme « professeur associé » à l'université de Californie à Berkeley, une seconde expérience américaine importante pour la suite de son œuvre théorique et fictionnelle.
En 1987, il abandonne l'université, avec le titre de professeur honoraire, afin de se consacrer entièrement à l'écriture, mais aussi en raison d'un problème d'audition et des conséquences de la politique de Margaret Thatcher ; dans le roman qu'il écrit à cette époque, Jeu de société (Nice Work, 1988), un des personnages quitte l'université, parce que « le gouvernement ne joue plus le jeu », mais pour devenir trader. Il a expliqué s'être inspiré de sa propre expérience pour écrire ses romans satiriques sur l'université ou "romans de campus".
Après sa retraite, il oriente ses travaux théoriques vers le grand public. En 1991, le journal The Independent lui propose de tenir une rubrique sur le roman dans son supplément dominical, en prenant la suite d'une rubrique poétique Ars poetica tenue par James Fenton. La rubrique reçoit le nom de Art of fiction et, une fois achevée, est publiée après un certain nombre de modifications (The Art of Fiction, 1992).
David Lodge meurt le 1er janvier 2025 à l'âge de 89 ans, à Birmingham,.

## Distinctions
David Lodge a été nommé :
- Chevalier de l'ordre des Arts et des Lettres en 1997 en France ;
- Commandeur de l'ordre de l'Empire britannique en 1998 au Royaume-Uni.

## Parcours littéraire de David Lodge

### Vue d'ensemble
Les premiers romans publiés évoquent l'Angleterre de l'après-guerre (The Picturegoers, 1960) - thème qui marque d'ailleurs d'autres romans ultérieurs à travers les souvenirs d'enfance de certains personnages (Nouvelles du paradis, 1992 ; Thérapie, 1995) -, la période de la guerre (Hors de l'abri, 1970), son passage au service militaire dans les années 1950 (Ginger, you're Barmy, 1962).
Un autre thème important est le rôle de la religion catholique dans la société britannique, en particulier dans ses relations avec la sexualité (Jeux de maux, 1980, dont le titre original est plus explicite : How Far Can You Go? ("Jusqu'où peut-on aller ?"), Nouvelles du paradis, Thérapie.
Plusieurs de ses romans à partir des années 1970 dépeignent avec ironie les milieux universitaires (Changement de décor, Un tout petit monde, Jeu de société) autour d'une université fictive des Midlands, « Rummidge », avec des personnages récurrents, notamment le professeur américain Morris Zapp, qui aspire à être « le prof de lettres le mieux payé du monde » et ses homologues britanniques plus modestes sur le plan économique. Il y revient avec Pensées secrètes, localisée dans une autre université fictive, mais dans un lieu réel, Gloucester.
À partir des années 1980, il élargit le cadre de ses romans : le monde de l'entreprise dans Jeu de société, le monde de la télévision dans Thérapie, et aborde des thèmes variés, par exemple, les îles Hawaï et le tourisme dans Nouvelles du paradis, la surdité et la maladie d'Alzheimer dans La Vie en sourdine.

### Diffusion et réception

#### Au Royaume-Uni
Présent dans la littérature britannique depuis les années 1960, David Lodge devient un auteur consacré en obtenant le prix Hawthornden 1975 pour Changement de décor, puis le Whitbread Book of the Year Award en 1980 pour Jeux de maux et le Sunday Express Book of the Year en 1988 pour Jeux de société.
Deux de ses premiers romans sont réédités durant cette période (Ginger, You're Barmy, 1962/1982 et La Chute du British Museum, 1965/1981).
Sa notoriété dans le grand public est aussi attestée par sa présence dans le monde de la télévision dans les années 1980 et 1990. Deux de ses romans y ont été adaptés, ainsi qu'une pièce. Il a adapté Martin Chuzzlewit de Charles Dickens et participé à un documentaire à propos d'un colloque universitaire de linguistique à Glasgow : Big Words - Small Worlds (« Grands mots - Petits mondes »).
Ses romans sont publiés en format de poche dès les années 1960 par Pan et Panther Books, par Penguin Books à partir des années 1980, par Vintage Publishing (groupe Random House) depuis 2011.